# 阿布茨温德
阿布茨温德是德国巴伐利亚州的一个市镇。总面积12.81平方公里，总人口803人，其中男性396人，女性407人（2011年12月31日），人口密度63人/平方公里。